# Carcelia hilaris
Carcelia hilaris är en tvåvingeart som beskrevs av Robineau-desvoidy 1847. Carcelia hilaris ingår i släktet Carcelia och familjen parasitflugor.
Artens utbredningsområde är Frankrike. Inga underarter finns listade i Catalogue of Life.